# بودیل کاتارین بیورن
بودیل کاتارین بیورن (انگلیسی: Bodil Katharine Biørn; ۲۷ مهٔ ۱۸۷۱ – ۲۲ ژوئیهٔ ۱۹۶۰) پرستار، و میسیونر اهل نروژ بود.
وی در ۲۷ ژانویه ۱۸۷۱ در Kragerø نروژ در یک خانواده ثروتمند … به دنیا آمد. در سال ۱۹۰۵ پس از آموختن پرستاری در آلمان وی توسط «Women Missionary Organization» به امپراتوری عثمانی فرستاده شد و به عنوان پرستار میسیونر در الازیغ و دیرتر در استان موش امپراتوری عثمانی مشغول به کار شد. با همکاری میسیونرهای آلمانی وی تلاش نمود تا به یتیمان و بیوه‌ها کمک کند. یک شاهد نسل‌کشی ارمنی‌ها به همراه همکارانش جان بسیاری را از زنان و کودکان بی‌پناه را نجات داد. در سال ۱۹۲۲ وی